# توت القوجي
توت القوجي أو السنفورينة الغربية، هو نوع من أنواع النباتات من فصيلة فاكهة التوت، ويعرف أيضاً بأسماء مثل شوك الصحراء الصينية.

## الاستخدام
يستخدم غذاء، ودواء في الطب التقليدي.

## زراعة وتسويق

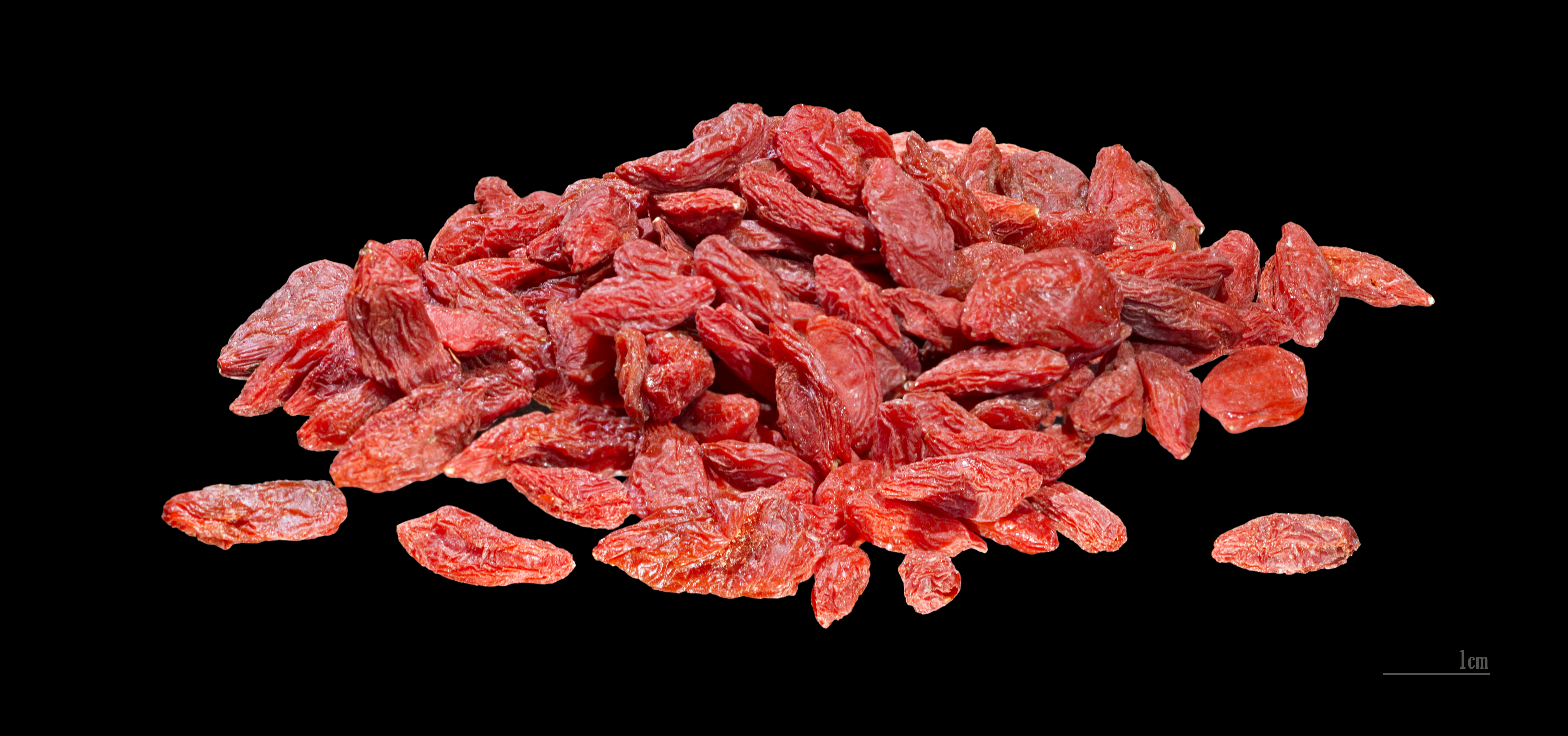
توت القوجي مجفف

توت غوجي المجفف يعرض في الأسواق، عندما ينضج التوت الأحمر المستطيل، يصبح طريًا ويجب قطفه أو هزه من الكرمة إلى صواني لتجنب الفساد. يتم حفظ الثمار عن طريق تجفيفها تحت أشعة الشمس الكاملة على صواني مفتوحة أو عن طريق التجفيف الميكانيكي، وذلك باستخدام سلسلة متزايدة تدريجيًا من التعرض للحرارة على مدى 48 ساعة.

## موطن الزراعة والانتشار
الصين هي المورد الرئيسي لهذه الفاكهة، المملكة المتحدة، كندا والولايات المتحدة، أستراليا.